# Batrachyla antartandica
A Batrachyla antartandica a kétéltűek (Amphibia) osztályába, a békák (Anura) rendjébe és a Batrachylidae családjába tartozó faj.

## Előfordulása
A faj Chilében és  Argentínában honos a déli szélesség 39° 25’-től az 51° 31’-ig 50–1000 m-es magasságon. Természetes élőhelye a szubantarktikus erdők, mérsékelt égövi erdők, mocsarak, időszakos mocsarak, legelők, kertek. A fajt élőhelyének elvesztése fenyegeti.